# 托米斯拉夫·斯莫利亚诺维奇
托米斯拉夫·斯莫利亚诺维奇（1977年7月15日—），克罗地亚男子赛艇运动员。他曾代表克罗地亚参加2000年夏季奥林匹克运动会赛艇比赛，获得男子八人单桨有舵手铜牌。